# سينارة أرزية
سينارة أرزية (الاسم العلمي: Cinara cedri) هي نوع من الحشرات يتبع جنس السينارة من الفصيلة المنية.